# 쉐도우 오브 더 툼 레이더
《쉐도우 오브 더 툼 레이더》(Shadow of the Tomb Raider)는 Eidos Montréal이 개발하고 스퀘어 에닉스가 배급한 액션 어드벤처 비디오 게임이다. 2015년 게임 라이즈 오브 더 툼 레이더의 나레이션을 이으며 툼 레이더 시리즈 중 12번째 메인 게임이기도 하다. 이 게임은 2018년 9월 14일 마이크로소프트 윈도우, 플레이스테이션 4, 엑스박스 원을 대상으로 전 세계에 출시되었다. macOS 및 리눅스 버전의 게임은 2019년 11월 5일 페럴 인터랙티브에 의해 출시되었으며 스테이디어 버전은 2019년 11월 19일 출시되었다.
라이즈 오브 더 툼 레이더의 사건 직후를 배경으로 하며 라라 크로프트가 아메리카의 열대 지역들을 거쳐 전설의 도시 파이티티로 모험을 떠나 불법 무장 단체 트리니티와 싸운다. 라라는 세미오픈 허브를 탐험할 때 이 환경을 경유하고 화기를 사용하는 적들과 싸우고 잠입해야 한다.
개발은 2015년 라이즈 오브 더 툼 레이더가 완성된 이후 시작되어 2018년 7월까지 이어진다.

## 게임플레이
쉐도우 오브 더 툼 레이더는 3인칭 시점에서 플레이되는 액션 어드벤처 게임이다. 플레이어는 라라 크로프트의 역을 맡아 중앙아메리카 대륙 환경을 파헤쳐나간다.

## 평가
쉐도우 오브 더 툼 레이더는 비디오 게임 리뷰 애그리게이터 메타크리틱에 따르면 대체적으로 호의적인 평가를 받았다.

## 다른 매체에서
2018년 영화 툼 레이더의 차기작이 쉐도우 오브 더 툼 레이더로부터 영향을 받아 제작될 예정이다.

## 내용주
1. ↑  Additional work by 크리스털 다이내믹스.[1] Microsoft Windows port by Nixxes Software,[2] and porting to macOS and Linux by 페럴 인터랙티브.